# Oortwolk

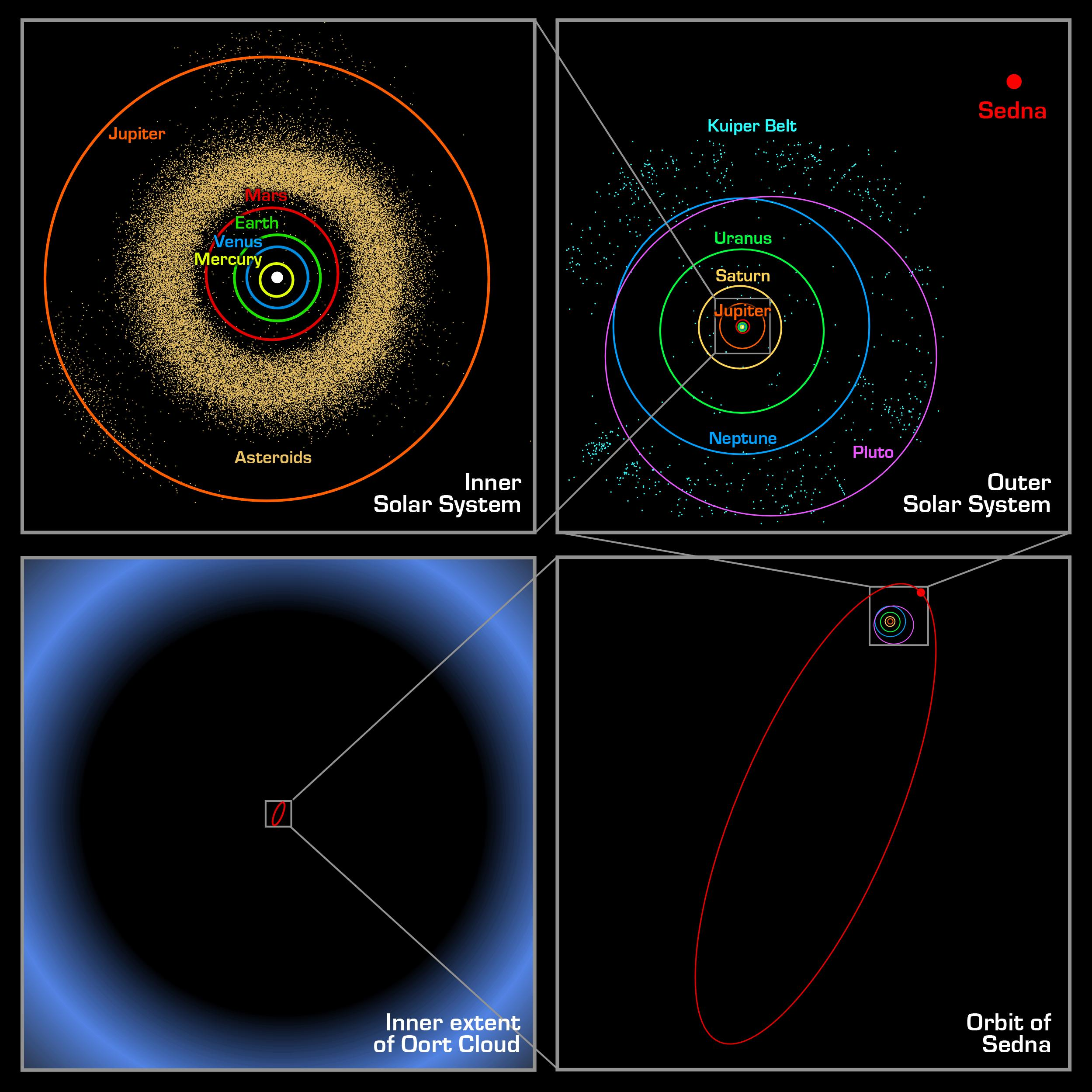
Plaats van Sedna en het zonnestelsel in de Oortwolk

De Oortwolk is een veronderstelde wolk van vele miljarden komeetachtige objecten rondom het zonnestelsel. Deze objecten bestaan waarschijnlijk grotendeels uit steen en ijs en bevinden zich op een afstand van 3000 tot 100 000 astronomische eenheden (AE) (0,047-1,6 lichtjaar) van de Zon. Dat betekent dat, als andere sterren ook zo'n wolk hebben, de wolken van nabijgelegen sterren in elkaar kunnen overlopen. Het binnenste deel van de Oortwolk wordt ook wel Hillswolk genoemd, naar Jack G. Hills die dit gebied in 1981 beschreef.

## Hypothese
De Oortwolk is een hypothese van Jan Hendrik Oort (1950) om te verklaren waardoor er nog steeds kometen zijn. Kometen vallen immers uit elkaar na een aantal omlopen door het binnenste deel van het zonnestelsel. Sinds het begin van het zonnestelsel, ongeveer vijf miljard jaar geleden, zouden alle kometen allang uit elkaar gevallen moeten zijn.
Onafhankelijk van Oort had Ernst Öpik in 1932 een vergelijkbare theorie opgesteld en daarom wordt dit ook wel de Öpik-Oortwolk genoemd. 
Volgens Oort is er een stabiele wolk van miljoenen komeetachtige objecten in de buitenste regionen van het zonnestelsel, waar zo nu en dan een komeet vandaan komt. De Oortwolk heeft de vorm van een grote bol met de zon als centrum: de kometen kunnen dus vanuit alle richtingen aan de hemel opduiken en de wolk ligt niet in het vlak van de ecliptica. Ook van de planetoïde Sedna wordt vermoed dat zij afkomstig is uit het binnengebied van de Oortwolk. Sedna beweegt in een zeer elliptische baan - de grootste afstand tot de zon is 1028 astronomische eenheden.
Kometen kunnen in twee categorieën worden ingedeeld: kort-periodiek (omlooptijd minder dan 200 jaar) en lang-periodiek. De lang-periodieke kometen zijn afkomstig uit de Oortwolk. Ze komen een keer langs en verdwijnen daarna voor onbepaalde tijd. Een voorbeeld hiervan is de komeet Hale-Bopp. De kort-periodieke kometen zijn voornamelijk afkomstig uit de Kuipergordel die ligt tussen de baan van Neptunus en de Oortwolk. Een voorbeeld hiervan is de komeet van Halley, die een omlooptijd van 76 jaar heeft.
De Oortwolk is een overblijfsel uit de tijd dat het zonnestelsel ontstond. Men neemt aan dat andere sterren op soortgelijke wijze als de zon ontstaan en dus eveneens omgeven zijn door dergelijke wolken. Door de enorme afstanden waarop deze wolken zich van hun centrale ster(ren) bevinden is het niet ondenkbaar dat er soms komeetlichamen van het ene naar het andere planetenstelsel oversteken. Theoretisch is het dan mogelijk dat sommige lang-periodieke of 'eenmalige' kometen die aan de aardse hemel verschijnen niet oorspronkelijk uit 'onze' solaire Oortwolk afkomstig zijn maar uit het interstellair medium buiten het zonnestelsel.

## Structuur en samenstelling

Verbeelding van de Oortwolk en de Kuipergordel

Men denkt dat de Oortwolk een ruimte in beslag neemt van 2000-5000 AE tot wel 50 000 AE van de Zon. Volgens sommige schattingen zou de Oortwolk pas eindigen bij ongeveer 100 000 tot 200 000 AE. De Oortwolk kan worden onderverdeeld in de ronde buitenste Oortwolk van 20 000 tot 50 000 AE en een donut-vormige binnenste Oortwolk van 2000 tot 20 000 AE. De buitenste Oortwolk is door de grote afstand slechts weinig met de Zon verbonden. Ter vergelijking: de afstand tot Proxima Centauri is ongeveer 268 770 AE.
Men denkt dat de buitenste Oortwolk bestaat uit enkele biljoenen objecten die groter zijn dan een kilometer. Daarvan zijn er vele miljarden groter dan twintig kilometer. Deze objecten liggen vaak miljoenen kilometers van elkaar vandaan. De totale massa is niet bekend, maar als Komeet Halley als voorbeeld wordt genomen voor alle kometen in de buitenste Oortwolk, dan zou de massa ongeveer 3 × 1025 kilogram zijn, ongeveer drie keer de massa van de Aarde. De massa van de binnenste Oortwolk is niet bekend. 
De meeste kometen in de Oortwolk bestaan waarschijnlijk uit verschillende soorten ijs, zoals waterijs, methaan, ethaan, koolstofmonoxide en waterstofcyanide. Maar door de ontdekking van de komeet 1996 PW wordt ook gedacht dat er rotsachtige kometen voorkomen.

## Oorsprong
Men denkt dat de Oortwolk een overblijfsel is van een protoplanetaire schijf die ongeveer 4,6 miljard jaar geleden werd gevormd. Waarschijnlijk was de Oortwolk oorspronkelijk veel dichter bij de Zon, maar werden de objecten door de gravitatie van gasreuzen, zoals Jupiter, weggeworpen. Simulaties suggereren dat de massa van de Oortwolk ongeveer 800 miljoen jaar na de formatie op zijn hoogst was. 
Modellen van Julio Ángel Fernández suggereren dat de scattered disk, de belangrijkste bron voor periodieke kometen in het zonnestelsel, ook de belangrijkste bron is voor objecten in de Oortwolk. Volgens de modellen komt de helft van de objecten in de Oortwolk terecht. Een kwart van de objecten komt in de baan van Jupiter terecht en nog een kwart wordt uit het zonnestelsel geworpen. Mogelijk levert de scattered disk nog steeds objecten aan de Oortwolk. 
Computermodellen suggereren dat botsingen van puin en kometen tijdens de formatie van de Oortwolk een belangrijkere rol spelen dan was gedacht. Het aantal botsingen was toen zo groot, dat slechts een klein deel de Oortwolk wist te bereiken. Hierdoor is de massa van de Oortwolk veel minder dan wat eerst werd gedacht. 
Door de zwaartekracht van andere sterren werden de banen van de kometen meer cirkelvormig. Dit verklaart de ronde vorm van de buitenste Oortwolk. De binnenste Oortwolk, die sterker is verbonden met de Zon, heeft echter nog geen ronde vorm. Recent onderzoek laat zien dat de formatie van de Oortwolk goed samenhangt met de hypothese dat het zonnestelsel in een sterrenhoop van ongeveer 200 tot 400 sterren ontstond. De sterren in de sterrenhoop speelden een belangrijke rol in de formatie van de wolk. 
In juni 2010 suggereerden Harold F. Levinson en anderen dat de Zon kometen van andere sterren aantrok toen zij zich nog in de sterrenhoop bevond. Hun resultaten impliceerden dat een groot deel van de objecten in de Oortwolk van protoplanetaire schijven van andere sterren komt. 

## Kometen

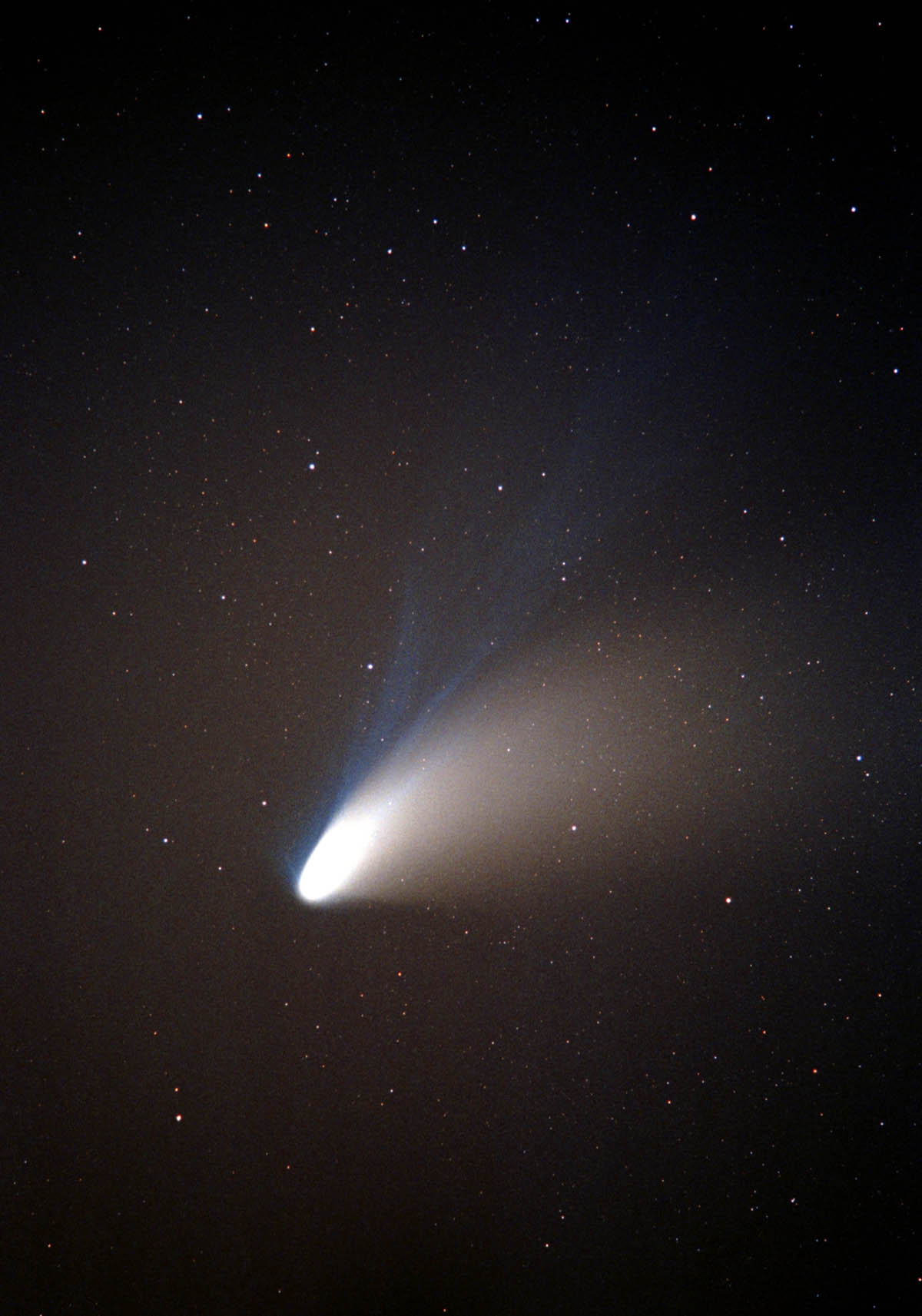
Komeet Hale-Bopp, een bekende komeet uit de Oortwolk

Men denkt dat kometen van twee plekken van het zonnestelsel vandaan kunnen komen. Periodieke kometen (kometen met een omlooptijd van minder dan 200 jaar) komen van de Kuipergordel en de scattered disk, twee schijven van puin buiten de baan van Neptunus tot een afstand van 100 AE van de Zon. Kometen met een omlooptijd van vaak duizenden jaren, zoals komeet Hale-Bopp, komen waarschijnlijk van de Oortwolk. De banen in de Kuipergordel zijn vaak stabiel, dus men denkt dat weinig kometen hiervandaan komen. Waarschijnlijk komen veel meer kometen van de scattered disk, in het gebied van de uiterste planeten. Deze kometen heten centaur-planetoïden. Deze kometen komen vaak van verder in het zonnestelsel en worden periodieke kometen. 
Er zijn twee soorten periodieke kometen: de Jupiter-familie (kometen met een halve lange as van minder dan 5 AE) en de Halley-familie, genoemd naar de eerste bekende van zijn soort: Komeet Halley. De kometen uit de Halley-familie komen oorspronkelijk uit de Oortwolk. Waarschijnlijk waren dit kometen met een grote omlooptijd die vervolgens werden beïnvloed door de zwaartekracht van de gasreuzen. 
Oort merkte dat het aantal kometen dat terugkeerde veel minder is dan hij had voorspeld. Het is niet bekend hoe dit komt. Geen proces kan het kleine aantal kometen verklaren. Enkele hypotheses zijn vernietiging van de kometen door bijvoorbeeld botsingen of warmte.